# Iglesia de San Agustín (Baliuag)
La Iglesia Parroquial de San Agustín de Baliuag comúnmente conocida como la Iglesia de Baliuag o Parokya ni San Agustín es una iglesia católica bajo los auspicios de "La Orden de San Agustín", ubicada en la Plaza Naning, en la histórica ciudad de Baliuag, Bulacan, Filipinas.
La Parokya de Baliuag es la Iglesia madre de otras 3 iglesias católicas parroquiales del municipio. Es el foco de la mayor fiesta religiosa de Filipinas, la procesión Baliuag Lenten.